# Jindřich Brejšek
Jindřich Brejšek (Praag, 7 maart 1930 – Praag, 4 februari 2021) was een Tsjechisch componist en dirigent.

## Levensloop
Brejšek kreeg zijn eerste muziekles en vioolopleiding bij Jan Dvořák. In 1946 ging hij op de militaire muziekschool in Praag en studeerde flügelhoorn. In 1947 heeft hij aan de muziekschool van de Praagse Kasteelwacht afgestudeerd. In 1948 ging hij aan de militaire muziekschool in Jihlava, regio Vysočina, precies op de grens van Bohemen en Moravië. In 1949 kwam hij weer terug naar Praag en speelde in de militaire kapel van de Tsjechische Luchtmacht. In 1951 wisselde hij in het Ústřední hudba Armády České republiky (Centrale blaasorkest van het Tsjechische Leger) te Praag.
Sinds begin 1952 studeerde hij nog dirigeren aan de militaire muziekschool. In 1953 werd hij dirigent van de militaire kapel van het Infanterie-Regiment in Brno. In 1956 wisselde hij als dirigent naar de militaire kapel van de garnizoen in Tábor in Zuid-Bohemen.
Begin van de jaren 1960 studeerde Brejšek aan het Praags Conservatorium trompet bij Václav Pařík en Václav Junek en dirigeren bij Václav Smetáček. Sinds 1962 is hij dirigent van het befaamde Ústřední hudba Armády České republiky (Centrale blaasorkest van het Tsjechische Leger) en sinds 1970 zelfs chef-dirigent.
Sinds 1970 dirigeert hij in afwisseling met Eduard Kudelásek ook het harmonieorkest van de Škoda Auto fabriek (ŠKODA AUTO Blasorchester Mladá Boleslav).
Ook nadat hij met pensioen ging in 1987, is hij in symfonie- en harmonieorkesten als dirigent bezig (Filmový symfonický orchestr, Studiový orchestr, Vojenský symfonický orchestr). Hij is ook een veelgevraagd jurylid bij nationale en internationale blaasorkesten wedstrijden, zoals het Internationale Festival voor blaasorkesten in Praag.
Naast vele bewerkingen van klassieke muziek voor harmonieorkesten, zoals Edvard Hagerup Grieg Peer Gynt Suite no 1, op. 46; Antonín Dvořák Polonéza z opery "Rusalka" (Polonaise uit de opera "Rusalka"; Bedřich Smetana Feestelijke ouverture in D-groot, Našim děvám Polka D-groot; Bohuslav Martinů Kouzelná mošna.
Jindřich Brejšek overleed in 2021 op 91-jarige leeftijd.

## Composities

### Werken voor harmonieorkest
- 1986 rev. 1997 Pevným krokem (Mit festem Schritt)
- 1989 Vršovická polka
- 1991 rev. 2003 Promenádní valčík, wals
- 1991 Lahovská
- 1992 rev. 2000 Slunko na Šumavě – tekst: Vladimír Sýkora
- 1993 Jarní Rapsódie
- 1994 rev. 1995 Píseň pro trubku, voor trompet en harmonieorkest
- 1994 V rozmarné náladě
- 1998 Kontrasty
- 1998 Vzpomínka na Paříž
- 2001 Jihočeský valčík, wals

### Kamermuziek
- 1987 Miniatury pro dechový kvintet (Miniaturen voor blazerskwintet)

## Publicaties
- Ferdinand Petr, Miloš Bárta, Jindřich Brejšek, Vladimír Sýkora: Jásavá / Slunko nad Šumavou – Česká a moravská dechová hudba, Editio Bärenreiter Praha, 2001. ISBN M 2601 0039 8